# 趙叔孺
趙 叔孺（ちょう しゅくじゅ）は、清末民初の篆刻家・書家・画家である。名は時棡、字は紉萇、叔孺は号で晩年は二弩老人と称した。

## 略伝
外祖父の家は古銅器の収蔵に富み、子どもの時より入り浸って研究し、やがて殷・周の銅器の銘文、秦・漢の古印に深い造詣を得る。書は趙孟頫や趙之謙に学び、篆書・隷書・楷書・草書のいずれも優れた。画は花鳥画を得意としたが、特に八駿という馬の絵は一頭につき黄金一笏と言われた。篆刻ははじめ浙派に学び、中年以降は鄧石如や趙之謙に師法し秦・漢印を範とした。当時、呉昌碩と並び称され、名士がこぞって印を求めた。褚徳彝『金石学録続補』・葉為銘『広印人伝』に賞賛されている。また古文字研究の分野でも著述を残した。篆刻の門弟に張魯盦・陳巨来・方介堪・葉露園、画の門弟に徐邦達・戈湘嵐・趙鶴琴などが育った。

## 印譜
- 『二弩精舎印譜』1941年
- 『二弩精舎蔵印』1897年
- 『二弩精舎印賞』

## 研究・著作
- 『漢印分韻補』6巻
- 『古印文字韻林』6巻